# Układ równowagi cynk-aluminium

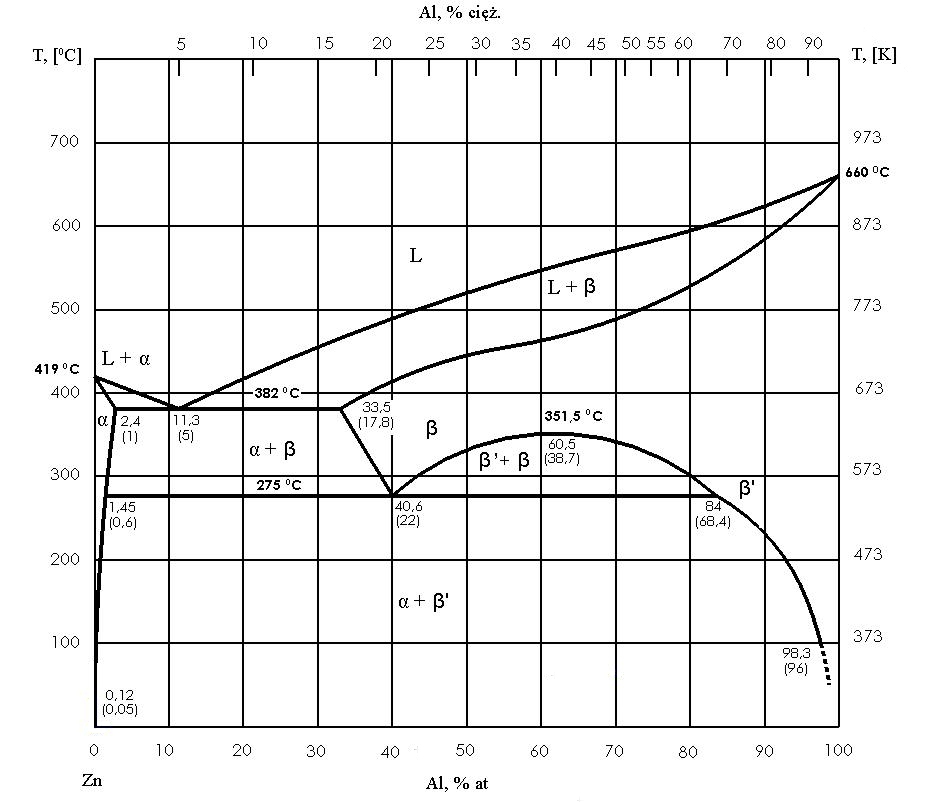
Układ równowagi cieplnej cynk-aluminium

Układ równowagi cynk-aluminium (Zn-Al) – układ fazowy opisujący stany równowagi dla stopu cynk – aluminium.
W układzie podwójnym cynk-aluminium, pokazanym na rysunku, w temperaturze 382 °C i przy zawartości 5% masowo aluminium, występuje eutektyka składająca się z roztworu stałego granicznego aluminium w cynku α oraz roztworu stałego cynku w aluminium β. Maksymalna rozpuszczalność aluminium w cynku, w temperaturze eutektycznej wynosi od 0,8 ÷ 1,14%. W miarę obniżania temperatury rozpuszczalności ta maleje i w temperaturze pokojowej wynosi około 0,05% ciężarowych aluminium.
W temperaturze eutektycznej roztwór β zawiera 17,8% ciężarowych aluminium i wraz ze spadkiem temperatury, zawartość Al w β zwiększa się do 22% w 275 °C. Z kolei w tej temperaturze występuje przemiana eutektoidalna, w wyniku której sześcienna płaskocentryczna faza β ulega rozpadowi na bogatą w cynk heksagonalną fazę α zawierającą 0,6% ciężarowych aluminium, jak również na sześcienną płaskocentryczną fazę β’ zawierającą 68,4% Al. Rozpad eutektoidalny fazy β przechodzi przez stany przejściowe, a mianowicie faza β przechodzi bardzo szybko w β1, następnie β1 przechodzi w β2 i z kolei następuje rozpad β2 na α+β’.
Przemiana β→β1 zachodzi w czasie kilku lub kilkunastu minut, natomiast β1→β2 jak również β2→α+β’ przebiega stosunkowo wolniej, tak że okres całokształtu przemiany w temperaturze pokojowej wynosi około 1 miesiąca. Podwyższając temperaturę można skrócić ten czas do ok. 1 godziny. Przemianie tej towarzyszą efekty cieplne, zmiany twardości oraz wymiarów dochodzące do 0,2%, które wynikają z różnic w parametrach sieci faz β, α oraz β’.
Dodanie niewielkich ilości magnezu do stopów Zn-Al powoduje opóźnienie rozpadu eutektoidalnego fazy β, ale go nie zatrzymuje. Z kolei, dodatek miedzi przyśpiesza rozpad.
W stopach cynk-aluminium, oprócz rozpadu eutektoidalnego fazy β, zachodzi również proces wydzielania się bogatych w aluminium krystalitów β z przesyconego roztworu α. Przemiana ta zachodzi w temperaturze pokojowej w ciągu miesięcy a nawet lat i dlatego jest bardziej niebezpieczna w praktyce niż stosunkowo szybko przebiegający eutektoidalny rozpad fazy β.
Procesowi wydzielania się krystalitów β z przesyconego roztworu α towarzyszą, w wyniku zmian parametrów sieciowych, zmiany wymiarów przedmiotów dochodzące do 0,15%.